# Torre dell'orologio di San Giacomo (Barletta)
La Torre dell'Orologio di San Giacomo è ubicata nel Centro storico di Barletta, nell'antico borgo di San Giacomo.

## Storia
La costruzione della torre fu completata nel 1895 "per pubblica utilità", così come recita la targa commemorativa posta ai piedi della stessa, in sostituzione dell'orologio dirimpettaio omonimo, edificato decenni prima su progetto dell'ingegnere Barlettano, Francesco Sponzilli.
Durante la seconda guerra mondiale, la torre fu bombardata dalle forze di occupazione tedesche e ricostruita nel 1945.
Nella sala tecnica è possibile godere di un ottimo panorama sulla città e sul mare.
Per le stringenti norme di sicurezza, al momento non è aperta al pubblico.

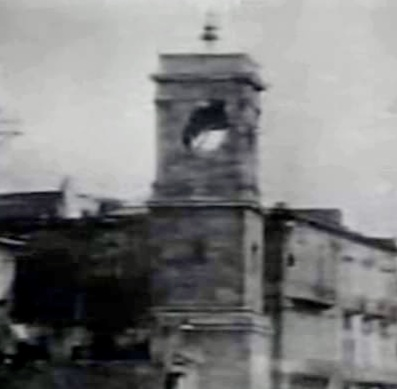
La torre all'indomani del bombardamento

## Descrizione
La Torre domina il Corso Vittorio Emanuele, grazie ai suoi oltre 20 metri di altezza.
La porta monumentale è quella storica.
I rifacimento all'indomani del bombardamento riguardarono esclusivamente la parte superiore.
Una lunga scalinata avvolge tutto l'interno del palazzo, che porta fino alla sala tecnica.
Le decorazioni sono minime o assenti.